# Дуглас (округ, Канзас)
Шаблон:StateAbbr_ 38°52′00″ пн. ш. 95°14′00″ зх. д. / 38.8667° пн. ш. 95.2333° зх. д.
Дуглас (англ. Douglas County) — округ (графство) у штаті Канзас, США. Ідентифікатор округу 20045.

## Історія
Округ утворений 1855 року.

## Демографія
За даними перепису
2000 року
загальне населення округу становило 99962 осіб, зокрема міського населення було 87276, а сільського — 12686.
Серед мешканців округу чоловіків було 49651, а жінок — 50311. В окрузі було 38486 домогосподарств, 21159 родин, які мешкали в 40250 будинках.
Середній розмір родини становив 2,97.
Віковий розподіл населення поданий у таблиці:
| Стать    | До 15 років | 15-21 | 22-29 | 30-39 | 40-49 | 50-65 | 65-85 | Понад 85 |
| -------- | ----------- | ----- | ----- | ----- | ----- | ----- | ----- | -------- |
| Чоловіки | 8613        | 9887  | 9714  | 6678  | 6123  | 5326  | 3022  | 288      |
| Жінки    | 8383        | 10560 | 8201  | 6587  | 6473  | 5480  | 3887  | 740      |

## Суміжні округи
- Джефферсон — північ
- Лівенворт — північний схід
- Джонсон — схід
- Маямі — південний схід
- Франклін — південь
- Осейдж — південний захід
- Шоні — північний захід

## Виноски
1. ↑  U.S. Decennial Census. United States Census Bureau. Архів оригіналу за 26 квітня 2015. Процитовано 24 липня 2014.
2. ↑  Historical Census Browser. University of Virginia Library. Архів оригіналу за 11 серпня 2012. Процитовано 24 липня 2014.
3. ↑  Population of Counties by Decennial Census: 1900 to 1990. United States Census Bureau. Архів оригіналу за 5 червня 2019. Процитовано 24 липня 2014.
4. ↑  Census 2000 PHC-T-4. Ranking Tables for Counties: 1990 and 2000 (PDF). United States Census Bureau. Архів оригіналу (PDF) за 18 грудня 2014. Процитовано 24 липня 2014.
5. ↑  State & County QuickFacts. United States Census Bureau. Архів оригіналу за 6 серпня 2011. Процитовано 16 червня 2015.(англ.) Наведено за англійською вікіпедією.
6. ↑  American FactFinder. Бюро перепису населення США. Архів оригіналу за 21 травня 2008. Процитовано 31 січня 2008.

| США | Це незавершена стаття з географії США. Ви можете допомогти проєкту, виправивши або дописавши її. |